# Lorenzo Zucchi
Lorenzo Zucchi (* 1704 in Venedig; † 1779 in Dresden) war ein italienischer Kupferstecher und Radierer.

## Biografie
Lorenzo Zucchi war der Sohn des Malers und Kupferstechers Andrea Zucchi. Er wurde von seinem Vater ausgebildet, mit dem er 1726 nach Dresden ging. 1738 wurde er dort zum Hofkupferstecher ernannt und beauftragt, für die Galerie diverse Kupferstiche nach Gemälden von Tizian, Langhetti, Rubens u. a. anzufertigen. 1764 wurde er zum Professor an der neu gegründeten Dresdner Kunstakademie berufen.